# Diplomatic Telecommunications Service
Le Diplomatic Telecommunications Service (service de télécommunications diplomatiques) (DTS) est un système de réseaux de télécommunications intégrés qui soutient les agences des affaires étrangères à Washington et les missions diplomatiques américaines à l’étranger. Il est administré par le Diplomatic Telecommunications Service Program Office du département d'État des États-Unis (DTSPO). Le DTS est un réseau mondial de sites de télécommunications chargé de fournir un réseau de communication global, fiable et économique pour la communauté des affaires étrangères des États-Unis.

## Emplacements des relais
- Beltsville Information Management Center, Beltsville, Maryland :

39° 02′ 45″ N, 76° 51′ 50″ O
- Brandy Station, Warrenton Training Center, en Virginie :

38° 27′ 33″ N, 77° 50′ 55″ O
- NAP of the Americas (en), Miami, en Floride :

25° 46′ 57″ N, 80° 11′ 35″ O
- United States Embassy, Annexe A, RAF Croughton, Royaume-Uni :

51° 59′ 17″ N, 1° 10′ 48″ O
- European Communication Research Center, Egelsbach, Allemagne :

50° 00′ 13″ N, 8° 36′ 39″ E
- Site radar d'Opana (en), Hawaï :

21° 41′ 08″ N, 158° 00′ 35″ O
- Base aérienne de Sigonella, Italie :

37° 24′ 06″ N, 14° 55′ 20″ E